# Ixtoc 1
L'Ixtoc I era il nome di un pozzo petrolifero esplorativo sito nel Golfo del Messico. Il 3 giugno 1979 dal pozzo si originò una delle più grandi perdite di petrolio della storia; ci vollero infatti 9 mesi per fermare la fuoriuscita del petrolio causata dall'esplosione della piattaforma.

## La dinamica del disastro
La piattaforma petrolifera, di tipo "offshore", era proprietà dell'ente petrolifero statale messicano, la Pemex (acronimo per "Petróleos Mexicanos"). Essa era situata ad un'ottantina di chilometri al largo della città messicana di Ciudad del Carmen, nella baia di Campeche, in pieno Golfo del Messico, in un'area ove il fondale è posto a circa 50 metri di profondità. Il giacimento petrolifero da cui il pozzo stava attingendo al momento del disastro era, invece, posto a 2.000-3,000 metri di profondità sotto i sedimenti del fondale oceanico.
Sabato 2 giugno 1979, il giorno prima che la piattaforma Ixtoc 1 subisse l'esplosione ed il conseguente incendio che la fece affondare, la punta del trapano della trivella perforatrice, modello Sedco 135, incontrò uno strato geologico composto di strati argillosi morbidi. Successivamente, la circolazione del fango di perforazione venne a cessare, con conseguente perdita di pressione idrostatica. Invece di tornare in superficie, il fango di perforazione stava fuoriuscendo nelle fratture che si erano formate nella roccia sul fondo del foro di perforazione. I funzionari della Pemex decisero di rimuovere la punta della trivella, riposizionare il cilindro della trivella nel foro di perforazione e pompare i materiali rocciosi estratti lungo il canale di perforazione aperto, per sigillare le fratture che stavano causando la perdita del fango di circolazione. 
Durante la rimozione della perforatrice, i fanghi di perforazione, sotto pressione, cominciarono improvvisamente a risalire verso la superficie; rimuovendo i cavi della perforatrice, il pozzo di perforazione venne tamponato (un effetto osservato quando il fango deve scorrere lungo l'anello per sostituire il volume del canale di perforazione spostato sotto la punta della trivella) provocando un potente contraccolpo. Normalmente, questo flusso può essere interrotto attivando i pistoni di taglio contenuti nel sistema di prevenzione delle esplosioni, il Blowout Preventer (BOP). Questi arieti sono progettati per recidere e sigillare il pozzo di trivellazione ubicato sul fondo dell'oceano; tuttavia, in questo caso, i collari di perforazione erano stati allineati con il BOP e gli arieti del BOP non erano in grado di recidere le spesse pareti d'acciaio dei collari di perforazione e questo difetto rappresentò la causa prima del disastro, provocando un'esplosione catastrofica l'indomani. Il fango di perforazione è stato seguito da una grande quantità di petrolio e gas con una portata in continuo aumento.
Domenica, 3 giugno 1979, alle ore 02.45, mentre erano in azione, le pompe interruppero del tutto inaspettatamente ed inavvertitamente la circolazione del carico di fango proveniente dalla perforazione del pozzo, che serve ad equilibrare la pressione di fuoriuscita del greggio e del gas dal pozzo. Nella moderna perforazione a rotazione di un pozzo petrolifero, il fango viene fatto circolare lungo il tubo di perforazione e risale il pozzo fino alla superficie. L'obiettivo è equalizzare la pressione attraverso il pozzo e monitorare il fango di ritorno per il gas d'idrocarburi volatili associati agl'idrocarburi liquidi che costituiscono il giacimento petrolifero. Senza la contropressione fornita dal fango circolante, la pressione del gas volatile intrappolato da milioni di anni nella formazione geologica (al momento del disastro la vena petrolifera giaceva a 1.600 metri di profondità) permise al petrolio di riempire la colonna di perforazione del pozzo, espellendo il gas dal pozzo medesimo. In assenza della contropressione esercitata dal fango di perforazione, il petrolio riempì la colonna e s'incendiò - assieme ai gas presenti nella vena a 3.600 metri di profondità al di sotto del fondale oceanico - non appena i gas d'idrocarburi volatili vennero a contatto coi motori roventi dell'impianto di perforazione. Il fango di perforazione serve anche per raffreddare i motori di estrazione del petrolio e la temperatura elevata generata dall'uso intenso dei motori fece prendere fuoco anche al petrolio risalito in coda ai gas. Si verificò pertanto un'esplosione conseguente all'incendio che distrusse la struttura, cui seguì la fuoriuscita copiosa di petrolio dal pozzo e l'affondamento del relitto della piattaforma petrolifera stessa, ridotta ad un ammasso contorto di lamiere. Il danno divenne incontrollabile quando l'esplosione innescò il crollo del montante della perforatrice Sedco 135. Il suo crollo causò danni irrimediabili alla pila dei BOP sul fondo del mare. Il danno alla pila dei BOP fu la causa prima dell rilascio di notevoli quantità di petrolio nelle acque del Golfo del Messico. Si tentò, in extremis, di arginare la fuoriuscita di greggio nei mesi successivi perforando pozzi di "riserva" nei quali venivano pompati cemento e acqua salata. La falla venne finalmente tappata soltanto lunedì 23 marzo 1980.

## L'entità del disastro[2]
Fino al disastro della piattaforma petrolifera Deepwater Horizon, nel 2010, che coinvolse nuovamente il Golfo del Messico, la fuoriuscita di greggio ad opera dell'esplosione del pozzo Ixtoc 1 fu la più abbondante mai registrata. Nelle fasi iniziali della fuoriuscita, dal pozzo scorrevano circa 30.000 barili (5.000 mc) di petrolio al giorno che si riversavano direttamente in mare. Un barile di petrolio equivale a 159 litri (o 42 galloni) di petrolio liquido. Nel luglio 1979, il pompaggio di fango nel pozzo ridusse il flusso di sversamento di petrolio a 20.000 barili (3.000 mc) al giorno, ed, all'inizio di agosto, il pompaggio di quasi 100.000 sfere di acciaio, ferro e piombo direttamente nel pozzo ridusse il flusso di fuoriuscita di greggio a 10.000 barili (2.000 mc) al giorno. Pemex dichiarò che almeno la metà del quantitativo totale del petrolio rilasciato era bruciato nell'atmosfera durante l'incendio, quando gl'idrocarburi raggiunsero la superficie marina, un terzo era evaporato ed il resto era stato contenuto o disperso, ma l'evidenza della marea oleosa sulle coste contraddisse questa versione dei fatti. Tanto più che, a partire da settembre, le autorità messicane iniziarono anche la perforazione di due pozzi di soccorso del pozzo principale per abbassare la pressione della fuoriuscita di greggio. Tuttavia, il petrolio continuò a fluire per tre mesi dopo il completamento (a dicembre) del primo pozzo di soccorso. In totale, circa 138.600.000 galloni USA (3.300.000 barili) sono stati versati durante i circa 10 mesi necessari perché il petrolio smettesse di fuoriuscire.
Nei nove mesi successivi, esperti e sommozzatori, incluso il Red Adair, furono chiamati a contenere e tappare il pozzo petrolifero. Una media di circa 10.000-30.000 barili (da 2.000 a 5.000 mc) al giorno sono stati scaricati nel Golfo del Messico fino a quando non è stato finalmente chiuso il 23 marzo 1980, quasi 10 mesi dopo. Analogamente alla fuoriuscita di petrolio della Deepwater Horizon, 31 anni dopo, l'elenco dei metodi tentati per rimediare alla perdita includeva l'abbassamento di un tappo sul pozzo, l'otturazione della perdita con fango e "spazzatura", l'uso di disperdenti e, col trascorrere dei mesi, s'insitette positivamente nel tentativo di perforare i pozzi satelliti "di soccorso".
Si riuscì a bloccare il greggio solo il 23 marzo del 1980, dopo 295 giorni durante i quali la fuoriuscita fu prima ridotta dalle 4.200-4.300 tonnellate al giorno (14 dicembre 1979) a 1.400-1.500 tonnellate (8 marzo 1980) grazie proprio alla perforazione di una serie di pozzi vicino a quello esploso, per ridurne la pressione nel pozzo principale. I danni all'ecosistema ed i danni economici alle attività produttive (pesca, turismo, allevamento ittico, etc.) furono incalcolabili.
Il petrolio perso in mare durante l'esplosione e la successiva fuoriuscita dal pozzo principale ha inquinato una parte considerevole della regione litoranea nel Golfo del Messico e gran parte della zona costiera, che consiste principalmente di spiagge sabbiose ed isole di barriera che spesso racchiudono vaste lagune poco profonde. Il petrolio sulle spiagge messicane all'inizio di settembre è stato calcolato in circa 6000 tonnellate. Sulla base dei rapporti di vari gruppi e individui, si ritiene che cinque volte quella cifra rappresenti una stima equa di ciò che era sbarcato sulle spiagge messicane. Indagini lungo la costa del Texas mostrano che vi si depositarono circa 4000 tonnellate di petrolio (meno dell'1% della stima del quantitativo fuoriuscito totale).
Un rapporto preparato per il Bureau of Land Management degli Stati Uniti ha concluso riguardo all'effetto della fuoriuscita di greggio sulle acque degli Stati Uniti: "Nonostante una massiccia intrusione di inquinanti di idrocarburi di petrolio dall'evento Ixtoc 1 nella regione di studio della piattaforma continentale esterna del Texas meridionale durante il biennio 1979 - 1980, nessun danno definitivo può essere associato a questo o ad altri eventi di fuoriuscita noti (ad esempio, Burmah Agate) circa la popolazione commerciale di gamberetti epibentonici (sulla base di prove chimiche) o la comunità infaunale bentonica, o su entrambi. Tali conclusioni non hanno alcuna relazione con le comunità intertidali o litorali, che non erano oggetto di questo studio".
Il resto del petrolio, circa 120.000 tonnellate (il 25 %), si depositò sul fondo del Golfo del Messico avvelenando l'intero ecosistema bentonico. Il petrolio ha avuto un grave impatto sulla fauna litoranea di granchi e molluschi delle spiagge contaminate. Le popolazioni di granchi, ad es. il granchio fantasma (Ocypode quadrata), è stato quasi eliminato su una vasta area ed anche le popolazioni di granchi sulle isole coralline lungo la costa si sono ridotte a solo una piccola percentuale delle normali popolazioni, circa nove mesi dopo la fuoriuscita.
Il danno patito dal comparto turistico fu incalcolabile e protratto per anni. Le zone di riproduzione dei gamberi, le mangrovie, le spiagge ed i luoghi di nidificazione degli uccelli marini furono inquinati. A tutt'oggi sono del tutto assenti le colonie di ostriche e di molluschi bivalvi caratteristici del litorale statunitense, ed anche le aragoste e le cannocchie di Cuba, così come i coralli di Panama, risultarono contaminati, a testimonianza che le correnti oceaniche avevano disperso il greggio anche in lontananza dal luogo del disastro. 
Effetti a lungo termine perdurano anche ad oltre quarant'anni dall'evento: il plancton contaminato, poi, ha avviato la trasmissione della contaminazione a tutta la catena alimentare dell'ecosistema, fino a giungere ai predatori, pesci commestibili (tonni, merluzzi, cefali, sgombri, pesci spada) e non (squali). Uno studio ha concluso che i problemi più persistenti erano costituiti dalle lagune costiere che costeggiano le baie e le insenature, così come l'inquinamento degli estuari dei fiumi, soprattutto quello del Mississippi. In particolare, hanno avuto effetti problematici sull'allevamento e la crescita di diverse specie di specie ittiche alimentari. Il petrolio affluito in mare era arrivato a riva, ed aveva impregnato l'arenile fino ad una profondità di 30 cm (1 piede) in alcuni punti. Le correnti marine ed i venti prevalenti spingevano la marea nera in direzione nord e nord - est, fino a quando attraversò il confine marittimo del Messico con il Texas due mesi dopo, l'8 agosto, contaminando, alla fine, quasi 170 miglia (270 km) di spiagge statunitensi. Vennero rese non fruibili le coste del Messico, a partire dallo Yucatán, della Florida, del Texas, della Louisiana e del Mississippi, raggiunte tra il 28 agosto ed il 17 settembre. La spiaggia contaminata che ha destato la maggior preoccupazione internazionale in Messico è stata Rancho Nuevo, un terreno di nidificazione chiave per le tartarughe marine già precedentemente in pericolo di estinzione. Migliaia di tartarughe marine, che si erano già spostate nell'entroterra a centinaia per deporre le uova, furono sgomberate con gli aerei e gli elicotteri dalla spiaggia messicana, pesantemente contaminata: la marea nera aveva circondato la spiaggia di Rancho Nuevo, nello stato messicano di Tamaulipas, che rappresenta uno dei pochi siti di nidificazione delle tartarughe di Ridley (Lepizochelys olivacea) e delle tartarughe di Kemp (Lepidochelys kempii), specie rare e minacciate di estinzione. Migliaia di piccole tartarughe marine vennero trasportate in aereo in una parte pulita del Golfo del Messico per aiutare a salvare le specie rare, ma, quando le uova si schiusero, la contaminazione da bitume aveva raggiunto la riva, per cui fu anche indispensabile evacuare le tartarughe neonate. Ci volle una decade, fino alla fine degli anni '80, perché la popolazione delle tartarughe di Ridley e di Kemp iniziasse a riprendersi. Le tartarughe Ridley producono solo poche centinaia di uova all'anno, in contrasto con i milioni di uova deposte dai gamberetti, dalle vongole e dalle cozze. La pesca venne vietata o limitata dalle autorità messicane nelle aree contaminate a nord ed a sud del pozzo petrolifero. Le catture di pesci e polpi diminuirono dal 50 al 70% rispetto ai livelli del 1978. Altre specie che avevano una durata di vita più lunga impiegarono più tempo a riprendersi, soprattutto per gli uccelli, gabbiani, cormorani, pellicani, albatros. Ci sono molte meno informazioni sull'impatto dello sversamento di Ixtoc 1 sulle specie bentoniche (abitanti dei fondali). I migliori studi sono stati sulla costa del Texas a oltre 1000 km dalla fuoriuscita. Quando il petrolio raggiunge il benthos in quantità sufficiente, possono verificarsi uccisioni massicce. L'unica indicazione di un'uccisione massiccia può essere rappresentata dai resti degli organismi morti, ma se mancano di parti dure (scheletri ossei, cartilaginei, chitinici, ci saranno poche prove a testimonianza della strage.
Una stima approssimativa sui costi totali di questa vera e propria catastrofe ambientale è di almeno (ma pare sottostimata) 1,5 miliardi di dollari del 1980, di cui meno di un terzo spesi per neutralizzare il pozzo, i restanti, per far fronte ai danni ambientali e sociali. È il maggior rilascio di petrolio in mare mai accertato, con danni anche negli Stati Uniti, che la Pemex non volle peraltro mai pagare. La quantità totale di petrolio allora riversata in mare non fu mai determinata con precisione: si calcola un quantitativo di circa 450.000 tonnellate (stima più bassa), fino ad un massimo di 1.500.000 tonnellate (valore più elevato). Tra metà e un terzo di questo petrolio bruciò causando un vasto inquinamento atmosferico. il resto si sparse nel Golfo del Messico sotto forma di chiazze gommose galleggianti. L'uso di solventi si dimostrò ampiamente insufficiente, così come a poco servì l'utilizzo di batteri in grado di biodegradare gli idrocarburi. La Pemex incaricò Conair Aviation di spruzzare il disperdente chimico Corexit 9527 sulle enormi chiazze di petrolio fuoriuscito: furono effettuate un totale di 493 missioni aeree, trattando 1.100 miglia quadrate (2.800 km²) di marea nera. I disperdenti non furono utilizzati nell'area delle acque costiere statunitensi interessate della fuoriuscita di greggio a causa dell'incapacità del disperdente di degradare completamente il petrolio combusto parzialmente ed alterato chimicamente. Alla fine il centro coordinatore sul posto (OSC) chiese ufficialmente al Messico di smettere di usare disperdenti a nord del 25º parallelo. In Texas, l'attenzione principale fu posta sulle contromisure costiere a protezione delle baie e delle lagune formate dalle isole di barriera. Gli impatti del petrolio sulle spiagge delle isole di barriera vennero classificati al secondo posto per importanza rispetto alla protezione delle insenature delle baie e delle lagune. Ciò venne fatto con il posizionamento di skimmers ad adesione (nastri oleofilici a movimento verso il basso) e booms (strutture galleggianti dotate di un panno verticale che va ad assorbire il greggio stratificato a vari livelli di profondità nell'acqua marina). Gli sforzi si concentrarono sui siti di Brazos-Santiago Pass, Port Mansfield Channel, Aransas Pass e Cedar Bayou, che, durante la fuoriuscita di greggio, vennero sigillati con la sabbia appositamente importata in loco. Le spiagge delle isole di barriera sensibili dal punto di vista economico ed ambientale vennero pulite quotidianamente. I lavoratori usavano rastrelli e pale per pulire le spiagge piuttosto che attrezzature più pesanti che rimuovevano troppa sabbia. Alla fine, 71.500 barili (11.000 mc) di petrolio inquinarono pesantemente 162 miglia (260 km) di spiagge statunitensi e vennero rimosse oltre 10.000 iarde cubiche (8.000 mc) di materiale oleoso altamente inquinante.
Le correnti prevalenti hanno portato il petrolio verso la costa del Texas. Il governo degli Stati Uniti ha avuto due mesi per preparare le protezioni mobili per proteggere le principali insenature. Pemex ha speso 100 milioni di dollari per ripulire la fuoriuscita ed ha evitato la maggior parte delle richieste di risarcimento affermando l'immunità sovrana in quanto azienda statale.